# Космос-2310
Космос-2310 је један од преко 2400 совјетских вјештачких сателита лансираних у оквиру програма Космос.
Космос-2310 је лансиран са космодрома Плесецк, СССР, 22. марта 1995. Ракета-носач Космос је поставила сателит у орбиту око планете Земље. Маса сателита при лансирању је износила 825 килограма. Космос-2310 је био војни навигациони сателит.